# Porão do Rock
Le Porão do Rock est un festival de rock organisé annuellement depuis 1998 à Brasilia, au Brésil.

## Histoire
Brasilia est un haut lieu du rock brésilien, avec des groupes tels que Legião Urbana, Capital Inicial, Plebe Rude et d'autres. L'objectif de la création d'un festival de rock était d'honorer la scène rock de Brasilia. La première édition du festival a lieu en 1998 et depuis, il se tient tous les ans.

## Programmations
| Année | Édition       | Ville               | Lieu                                      |
| 1998, | 1re           | Brasilia            | Concha Acústica de Brasília               |
| 1999  | 2e            | Brasilia            | Concha Acústica de Brasília               |
| 2000  | 3e            | Brasilia            | Stade national de Brasilia Mané Garrincha |
| 2001  | 4e            | Brasilia            | Stade national de Brasilia Mané Garrincha |
| 2002  | 5e            | Brasilia            | Stade national de Brasilia Mané Garrincha |
| 2003  | 6e            | Brasilia            | Stade national de Brasilia Mané Garrincha |
| 2004  | 7e            | Brasilia            | Stade national de Brasilia Mané Garrincha |
| 2005  | 8e            | Brasilia            | Stade national de Brasilia Mané Garrincha |
| 2006  | 9e            | Brasilia            | Stade national de Brasilia Mané Garrincha |
| 2007  | 10e           | Brasilia            | Stade national de Brasilia Mané Garrincha |
| 2008  | 11e           | Brasilia            | Stade national de Brasilia Mané Garrincha |
| 2009  | 12e           | Brasilia            | Stade national de Brasilia Mané Garrincha |
| 2009, | Édition bonus | Buenos Aires        | Niceto Club                               |
| 2010  | 13e           | Brasilia            | Gymnase Nilson Nelson                     |
| 2011, | 14e           | Brasilia            | Gymnase Nilson Nelson                     |
| 2012, | 15e           | Brasilia            | Gymnase Nilson Nelson                     |
| 2013  | 16e           | Brasilia            | Stade national de Brasilia Mané Garrincha |
| 2014  | 17e           | Brasilia            | Stade national de Brasilia Mané Garrincha |
| 2015, | 18e           | Brasilia            | Stade national de Brasilia Mané Garrincha |
| 2016, | 19e           | Brasilia            | Stade national de Brasilia Mané Garrincha |
| 2017  | 20e           | Brasilia            | Stade national de Brasilia Mané Garrincha |
| 2018  | 21e           | Brasilia            | Stade national de Brasilia Mané Garrincha |
| 2019  | 22e           | Brasilia            | Stade national de Brasilia Mané Garrincha |
| 2020  | 23e           | Internet            | YouTube                                   |
| 2021  | 24e           | Brasilia / Internet | Cine Drive-In / YouTube                   |

## Autres projets
Outre le festival, Porão do Rock a également d'autres projets tels que les Porão do Rock Selectives, Pílulas, une station de radio appelée Rádio Porão do Rock et les PDR Nights.